# Kokomo Arnold
Pour les articles homonymes, voir Kokomo.
James Arnold dit Kokomo Arnold est un chanteur, guitariste de blues américain, né à Lovejoy (Géorgie (États-Unis)), le 15 février 1901 et mort à Chicago, Illinois, le 8 novembre 1968.
Il utilise la technique du bottle-neck et crée des glissandos, des effets sonores très intenses. Sa chanson de 1931 Milk Cow Blues a été reprise notamment par Eddie Cochran, Elvis Presley et Aerosmith.
Robert Johnson se serait inspiré de son titre Old Original Kokomo Blues pour composer Sweet Home Chicago.

## Discographie
- L'intégrale de son œuvre est disponible sur Kokomo Arnold, vol 1, 2, 3 et 4 (Document) et Bottleneck guitar trendsetters (Yazoo)